# Secuestro de María Corina Machado
El secuestro de María Corina Machado ocurrió en Caracas el 9 de enero de 2025, en una jornada de protestas organizada por la oposición venezolana, un día antes de la tercera toma de posesión de Nicolás Maduro.

## Secuestro
Luego de meses de la desaparición voluntaria de María Corina Machado en medios de comunicación, y hacer presencia en actos públicos. María Corina convocó a concentración el 9 de enero, el municipio de Chacao, estado Miranda, el secuestro se efectuó durante de un corte de señales de internet después de su rueda de prensa en la concentración, el Comando Con Venezuela confirmó que la líder opositora venezolana, había sido interceptada mientras la movilizaban en una moto y detenida brevemente (los escoltas siguen detenidos y se dice que uno de ellos está internado por las heridas de bala) por fuerzas de seguridad del gobierno de Nicolás Maduro tras participar en una manifestación en Chacao, Caracas. Un grupo armado compuesto por motocicletas, drones y camionetas Jeep emboscó su caravana, abriendo fuego y hiriendo a uno de los conductores, resultando presuntamente herido el conductor, y la pérdida de una valija de color azul con documentos de identificación de ella
El dirigente opositor Edmundo González condenó el secuestro, exigiendo su liberación inmediata y advirtiendo a los cuerpos de seguridad responsables: «No jueguen con fuego». Por su parte, el político Juan Pablo Guanipa, quien se encontraba junto a ella en la caravana, informó que permanecen en resguardo y están a la espera de certezas sobre su situación.
Horas después, Machado fue liberada y, en un video, detalló que durante su detención fue forzada a grabar varios mensajes como prueba de vida. A pesar de sufrir dolores y contusiones, reafirmó su compromiso con la lucha política y celebró la participación de cientos de miles de venezolanos en las protestas. El gobierno venezolano, a través del ministro de Relaciones Interiores, Diosdado Cabello, negó la detención de Machado, calificando las acusaciones de falsas. Human Rights Watch reconstruyó los hechos mediante fotos y videos tomadas el mismo día y confirmó que María Corina efectivamente había sido detenida.

## Reacciones
- Argentina: El presidente Javier Milei convocó a los demás gobiernos de la región a repudiar el ataque contra Corina Machado, y a exigir el fin del régimen socialista.[12]
- Bolivia: Parlamentarias de las fuerzas bolivianas de oposición Comunidad Ciudadana y Creemos exigieron su inmediata liberación.[13]
- Chile: El Gobierno de Chile demandó al régimen de Nicolás Maduro respetar los derechos humanos y las libertades fundamentales de sus ciudadanos.[14]
- Colombia: El expresidente colombiano Iván Duque suplicó a la Corte Penal Internacional actuar de inmediato para establecer un orden democrático y requiere que la comunidad internacional seriamente contemple aplicar una injerencia humanitaria en Venezuela.[15] Además los senadores Efraín Cepeda y Miguel Uribe Turbay culparon al presidente colombiano Gustavo Petro de cómplice.[16]
- Estados Unidos: El presidente electo Donald Trump reclamó que Edmundo y María Corina deben seguir seguros y vivos.[17] Además el senador estadounidense Rick Scott exigió acciones de la comunidad internacional, comenzando por Estados Unidos, y confirma que ya ha contactado a la Casa Blanca y al Departamento de Estado.[18]
- España: El Ministerio de Asuntos Exteriores ha pedido proteger la integridad física y la libertad de expresión y manifestación especialmente de los líderes políticos de la oposición. A las palabras del Gobierno se han sumado líderes políticos nacionales como Alberto Núñez Feijóo y Santiago Abascal.[19]
- Italia: El vicepresidente del Consejo de Ministros Antonio Tajani señaló que «no podemos tolerar más las acciones represivas e ilegítimas del régimen de Maduro que perdió las elecciones».[20]
- Panamá: El presidente panameño José Raúl Mulino reclamó el respeto a la integridad personal de María Corina Machado.[21]
- Paraguay: El Gobierno de Paraguay responsabilizó al régimen dictatorial por este nuevo atentado en contra de la libertad de expresión de una referente de la oposición.[22]